# 一级军士长
一级军士长是士官军衔称谓。

在中国人民解放军军衔制度中，2010年8月1日施行的《中国人民解放军现役士兵服役条例》规定，一级军士长为士官军衔中的最高级别。